# قبيلة أسلم
قبيلة أسلم: وهو أسلم بن أفصى: جدُّ جاهلي، قيل هم: من بني إلياس بن مضر ودخلوا في خزاعة، وأكثر النسابة تعدهم إخوة خزاعة من بني مزيقياء. وما زالوا في ديارهم من ناحية المدينة المنورة ومكة، وأكثرهم في وادي حجر.
منهم جماعة من الصحابة: كسلمة بن الأكوع وأبي برزة وابن أبي أوفى. ومن نسله الشاعران دعبل الخزاعي وأبو الشيص، والقائد محمد بن الأشعث. وكانت لهذا ولآله آثار عظيمة في دعوة بني العباس. وأول من قتل من المسلمين يوم أحد سلامة ابن عمير الأسلمي. واستقر جماعة منهم بالأندلس. وهم يختلفون عن قبيلة بني أسلم شمر وعن بني أسلم حرب.

## نسب القبيلة
اختلف في نسبهم على قولين، هما:
- القول الأول، وممن قاله: ابن الكلبي والنويري وأبو الحجاج الأشعري وابن عبد ربه: أسلم بن أفصى بن حارثة بن عمرو مزيقياء من الأزد.[5][6][7][8]
- القول الثاني، وهو قول: ابن حزم وابن خلدون: أسلم بن أفصى بن عامر بن قمعة بن إلياس بن مضر.[9][10]

## بعض الصحابة من أسلم
حدرد بن ابي حدرد
وأول مشهد شهده مع رسول الله صلى الله عليه وسلم الحديبية ثم خيبر وما بعد ذلك من المشاهد وتوفي سنة إحدى وسبعين وهو يومئذ بن إحدى وثمانين سنة .
مسعود بن سنان الأسلمي
من الصحابة المشاركين في قتل زعيم يهود خيبر
أهبان بن الأكوع :
وهو مكلم الذئب
سلمة بن الأكوع الأسلمي
وقد غزا مع رسول الله صلى الله عليه وسلم سبع غزوات و مع زيد ابن حارثة تسع غزوات .
فى غزوة ذي قرد ضد عيينة بن حصن, قالصلى الله عليه وسلم في ذلك اليوم [ خير فرساننا اليوم أبو قتادة ! و خير رجالتنا سلمة ] .
(و في صحيح مسلم عن سلمة أنه بايع ثلاث مرات في أوائل الناس و وسطهم وأواخرهم) بأمره r وكان ذلك يوم الحديبية.
عبد الله بن وهب الأسلمي
رسول رسوالله الى عمان
عامر بن الأكوع الأسلمي
عامر بن الأكوع هو عم سلمة بن الأكوع, فارس وشاعر يجيد الأراجيز، تم الإشارة إليه في ذكر غزوة خيبر.

أوس بن عبد الله
أوس بن عبد الله بن حجر الأسلمي اهدى النبي صلى الله عليه وسلم وصاحبة جملا في الجحفة انظر اعلاه

مسعود بن هنيدة
عبد الله بن سعد الأسلمي
قال الواقدي حدثنا هشام عن عاصم الأسلمي عن عبد الله بن سعد الأسلمي سمعت رسول الله صلى الله عليه وسلم يقول إن الأرض تطوى بالليل مالا تطوى بالنهار ذكره أبوعمر.
خادم رسول اللهr ربيعة بن كعب الأسلمي
من أهل الصفة وكان يخدم رسول الله صلى الله عليه وسلم وكان يلزمه, فعن ربيعة بن كعب الأسلمي عنه قال: كنت أبيت مع رسول الله صلى الله عليه وسلم فأتيته بوضوئه وحاجته فقال لي: " سل؟ ". فقلت: أسألك مرافقتك في الجنة، قال: " أو غير ذلك" قلت: هو ذاك. قال: " فأعني على نفسك بكثرة السجود
ناجية بن جندب الأسلمي :
من بني سهم بطن من أسلم واستعمله رسول الله صلى الله عليه على هديه حين توجه إلى الحديبية فجعل يسير بالهدي أمامه يطلب الرعي في الشجر معه أربعة فتيان من أسلم وشهد بن جندب فتح مكة واستعمله رسول الله صلى الله عليه وسلم على هديه في حجة الوداع
مالك بن خلف أخو النعمان
أبنا خلف بن عوف بن دارم من بني سهم بن مازن بن الحارث بن سلامان بن أسلم بن حارثة طليعتين لرسول الله صلى الله عليه وسلم يوم أحد وقتلا يومئذ شهيدين ودفنا في قبر واحد.
عامر بن سليم الأسلمي
صاحب راية رسول الله صلى الله عليه وسلم في بعض المغازي.
خزاعي بن أسود
قال الذهبي في تجريد الصحابة الأسود بن خزاعي وقيل خزاعي بن أسود أحد من قتل ابن أبي الحقيق.
عبد الرحمن بن الأشيم الأسلمي
قال أخبرنا محمد بن عمر قال أخبرنا سلمة بن وردان قال رأيت عبد الرحمن بن الأشيم الأسلمي وكان من أصحاب النبي صلى الله عليه وسلم أبيض الراس واللحية.

بشير بن معبد الأسلمي
أو بشر الأسلمي من أصحاب بيعة الرضوان تحت الشجرة.
مرداس بن مالك الأسلمي
شهد بيعة الرضوان وحديث مرداس الأسلمي في صحيح البخاري وهو حديث يذهب الصالحون.. . الحديث.
حمزة بن عمرو الأسلمي
وهو الذين بشَّر كعب بن مالك بتوبته فكساه كعب ثوبيه, . وكان يسرد الصَّوم وله قدرة عليه حتى فالسفر وتوفي سنة إحدى وستين للهجرة
أنيس بن الضحاك الأسلمي
وهو الذي أرسله النبي صلى الله عليه وسلم إلى الإمرأة ليرجمها، إن اعترفت بالزنا .
هزال الأسلمي
هزال بن يزيد بن ذئاب بن كليب بن عامر بن جذيمة بن مازن الأسلمي قال بن حبان له صحبة وحديثه عند النسائي من رواية ابنه نعيم
بريدة بن الحصيب
بريدة بن الحصيب بن عبد الله بن الحارث وهو من أمراء بني أسلم من حاملي لواء بني أسلم يوم الفتح، وأقام بأرض قومه، ثم قدم على رسول الله صلى الله عليه وسلم بعد أحد وكان من ساكني المدينة، ثم تحول إلى البصرة، وابتنى بها داراً، ثم خرج منها غازياً إلى خراسان، فأقام بمرو حتى مات ودفن بها، وبقي ولده بها , وقد سمع بريدة الأسلمي من وراء نهر بلخ وهو يقول لا عيش إلا طراد الخيل

هلال الأسلمي:
له حديث في الأضاحي أخرجه أحمد وابن ماجة بسند حسن قال بن حبان له صحبة وترجم له بن منده هلال بن أبي هلال وابن قانع هلال بن مسلم.

## ديار أسلم
ديارهم في وادي حجر (السائرة) في منطقة المدينة المنورة. وكانت بلادهم قديماً من مر الظهران إلى عسفان وقديد، ومن الجحفة إلى الفرع مروراً بالسائرة، ومن الأبواء إلى العرج ومريين وحرة الوبرة وشدخ.